# 3-й танковый корпус СС
3-й (германский) танковый корпус СС (нем. III. (germanisches) SS-Panzerkorps) — оперативно-тактическое объединение войск СС нацистской Германии периода Второй мировой войны. Создан в апреле 1943 года в Баварии.

## Боевой путь корпуса
Германский танковый корпус был создан 15 апреля 1943 г. в ходе переформирования различных национальных легионов в более крупные тактические единицы. С 19 апреля 1943 г. штаб корпуса и различные вспомогательные части начали формироваться на полигоне Графенвёр. Основой для корпуса послужила формируемая дивизия СС «Нордланд».
До конца августа 1943 г. части корпуса продолжали формирование и обучение, а затем были отправлены в Хорватию, где части корпуса участвовали в антипартизанских операциях. В декабре 1943 г. корпус был направлен на Восточный фронт. Части корпуса были расположены в районе Ораниенбаумского плацдарма.
14 января 1944 г. началось мощное советское наступление из восточной части Ораниенбаумского котла. Основный удар советских войск был направлен против слабых авиаполевых дивизий Германского корпуса. В течение ещё нескольких дней немецкие части оказывали упорное сопротивление, но 19 января получили разрешение отходить. Тем не менее части войск СС, входившие в состав корпуса, в основном продолжали удерживать прежние позиции на западном крае. Однако в конце января им пришлось отступить в сторону Нарвы. Добравшиеся до Нарвы части корпуса были пополнены и перегруппированы.
13 февраля 1944 г. Красная Армия высадила морской десант у Мерикюла. Для уничтожения десанта из состава корпуса и ряда других частей была создана боевая группа «Кусте» под командованием командующего артиллерией корпуса датского бригадефюрера СС и генерал-майора войск СС Кристиана Педера Круссинга. После уничтожения десанта боевая группа была расформирована.
Весной — летом 1944 г. корпус участвовал в оборонительных боях за Нарву. 30 июля части группы армий «Север» были отрезаны советским наступлением от группы армий «Центр». В октябре части корпуса попали в Курляндский котёл. В январе 1945 г. германский корпус был эвакуирован морем в Штеттин.
В феврале 1945 г. корпус был расположен в Арнсвальде. В марте части корпуса участвовали в обороне Шведта и Штеттина, а в апреле 1945 г. приняли участие в битве за Берлин, в ходе которой последние части корпуса были уничтожены.

## Состав
26 декабря 1943:
- 11-я добровольческая моторизованная дивизия СС «Нордланд»
- 9-я авиаполевая дивизия
- 10-я авиаполевая дивизия
- боевая группа 4-й полицейской моторизованной дивизии СС

Февраль 1944 года
- 11-я добровольческая моторизованная дивизия СС «Нордланд»
- 20-я добровольческая пехотная дивизия СС (1-я эстонская)
- 4-я добровольческая моторизованная бригада СС «Недерланд»

3 марта 1944
- 11-я добровольческая моторизованная дивизия СС «Нордланд»
- 20-я добровольческая пехотная дивизия СС (1-я эстонская)
- 61-я пехотная дивизия
- Моторизованная дивизия «Фельдхернхалле»
- 4-я добровольческая моторизованная бригада СС «Недерланд»

15 мая 1944
- 11-я добровольческая моторизованная дивизия СС «Нордланд»
- 20-я добровольческая пехотная дивизия СС (1-я эстонская)
- 4-я добровольческая моторизованная бригада СС «Недерланд»

15 июня 1944
- 11-я добровольческая моторизованная дивизия СС «Нордланд»
- 20-я добровольческая пехотная дивизия СС (1-я эстонская)
- 4-я добровольческая моторизованная бригада СС «Недерланд»

15 июля 1944
- 20-я добровольческая пехотная дивизия СС (1-я эстонская)
- 11-я добровольческая моторизованная дивизия СС «Нордланд»
- 4-я добровольческая моторизованная бригада СС «Недерланд»

31 августа 1944
- 11-я добровольческая моторизованная дивизия СС «Нордланд»
- 4-я добровольческая моторизованная бригада СС «Недерланд»
- 6-я добровольческая штурмовая бригада СС «Лангемарк»

16 сентября 1944
- 11-я добровольческая моторизованная дивизия СС «Нордланд»
- 20-я добровольческая пехотная дивизия СС (1-я эстонская)
- 11-я пехотная дивизия
- 300-я пехотная дивизия (резервная)
- 4-я добровольческая моторизованная бригада СС «Недерланд»
- 5-я добровольческая штурмовая бригада СС «Валлония»
- 6-я добровольческая штурмовая бригада СС «Лангемарк»[1]

1 марта 1945:
- 11-я добровольческая моторизованная дивизия СС «Нордланд»
- 23-я добровольческая моторизованная дивизия СС «Недерланд» (1-я голландская)
- 27-я добровольческая пехотная дивизия СС «Лангемарк» (1-я фламандская)
- 28-я добровольческая пехотная дивизия СС «Валлония» (1-я валлонская)

### Постоянные части корпусного подчинения
- 3-е артиллерийское командование СС (SS-Artillerie-Kommandeur III)
- 103/503-й тяжёлый танковый батальон СС (schwere SS-Panzer-Abteilung 103/503)
- 103/503-й реактивный артиллерийский дивизион СС (SS-Werfer-Abteilung 103/503)
- 103-й зенитный артиллерийский дивизион СС (SS-Flugabwehrkanonen-Abteilung 103)
- авиационная эскадрилья СС (Fliegerstaffel)
- 3/103-й батальон связи СС (SS-Korps-Nachrichten-Abteilung 3/103)
- 103-й медицинский батальон СС (SS-Korps-Sanitäts-Abteilung 103)
- 503-я медицинская рота СС (SS-Korps-Sanitäts-Kompanie 503)
- 503-я тяжёлая наблюдательная батарея СС (schwere SS-Beobachtungsbatterie (mot.) 503)
- фортификационно-геологическая рота СС (SS-Wehrgeologen-Kompanie)
- 103-я резервная рота СС (SS-Korps-Sicherungs-Kompanie 103)
- 103-я штурмовая рота СС (SS-Sturm-Kompanie 103)
- рота ремонта одежды СС (SS-Bekleidungs-Instandsetzungs-Kompanie)
- моторизованная рота военных корреспондентов СС (SS-Kriegsberichter-Kompanie (mot.))
- авторемонтный взвод СС (SS-Kraftfahrzeug-Instandsetzungs-Zug)
- 103-й моторизованный взвод полевой жандармерии СС (SS-Feldgendarmerie-Trupp (mot.) 103)
- картографический отдел СС (SS-Korpskartenstelle (mot.) 103)
- 503-й полевой лазарет СС (SS-Feldlazarett 503)
- 103-я моторизованная полевая почта СС (SS-Feldpostamt (mot.) 103)
- 103-й инженерный командующий СС (SS-Korps Pionierführer 103)
- SS-Pflegestellw 156/RuSHA[2]

## Командующие корпусом
- обергруппенфюрер СС и генерал войск СС Феликс Штайнер (15 апреля 1943 — 9 ноября 1944)
- обергруппенфюрер СС и генерал войск СС Георг Кепплер (9 ноября 1944 — 4 февраля 1945)
- обергруппенфюрер СС и генерал войск СС Матиас Кляйнхайстеркамп (4 — 11 февраля 1945)
- генерал-лейтенант Мартин Унрайн (11 февраля — 5 марта 1945)
- бригадефюрер СС и генерал-майор войск СС Йоахим Циглер (5 марта — 8 мая 1945)